# S.T.A.L.K.E.R.: Call of Pripyat
S.T.A.L.K.E.R.: Call of Pripyat é um jogo de tiro em primeira pessoa  & survival horror desenvolvido pela GSC Game World para Microsoft Windows. É o terceiro jogo lançado na série de videogames S.T.A.L.K.E.R., após S.T.A.L.K.E.R.: Shadow of Chernobyl e S.T.A.L.K.E.R.: Clear Sky, com a narrativa do jogo e os eventos seguindo o primeiro. Foi publicado nos territórios CIS pela GSC World Publishing em outubro de 2009, antes de ser lançado pela Deep Silver e Bit Composer Games na América do Norte e na região PAL em fevereiro de 2010  .

## Jogabilidade

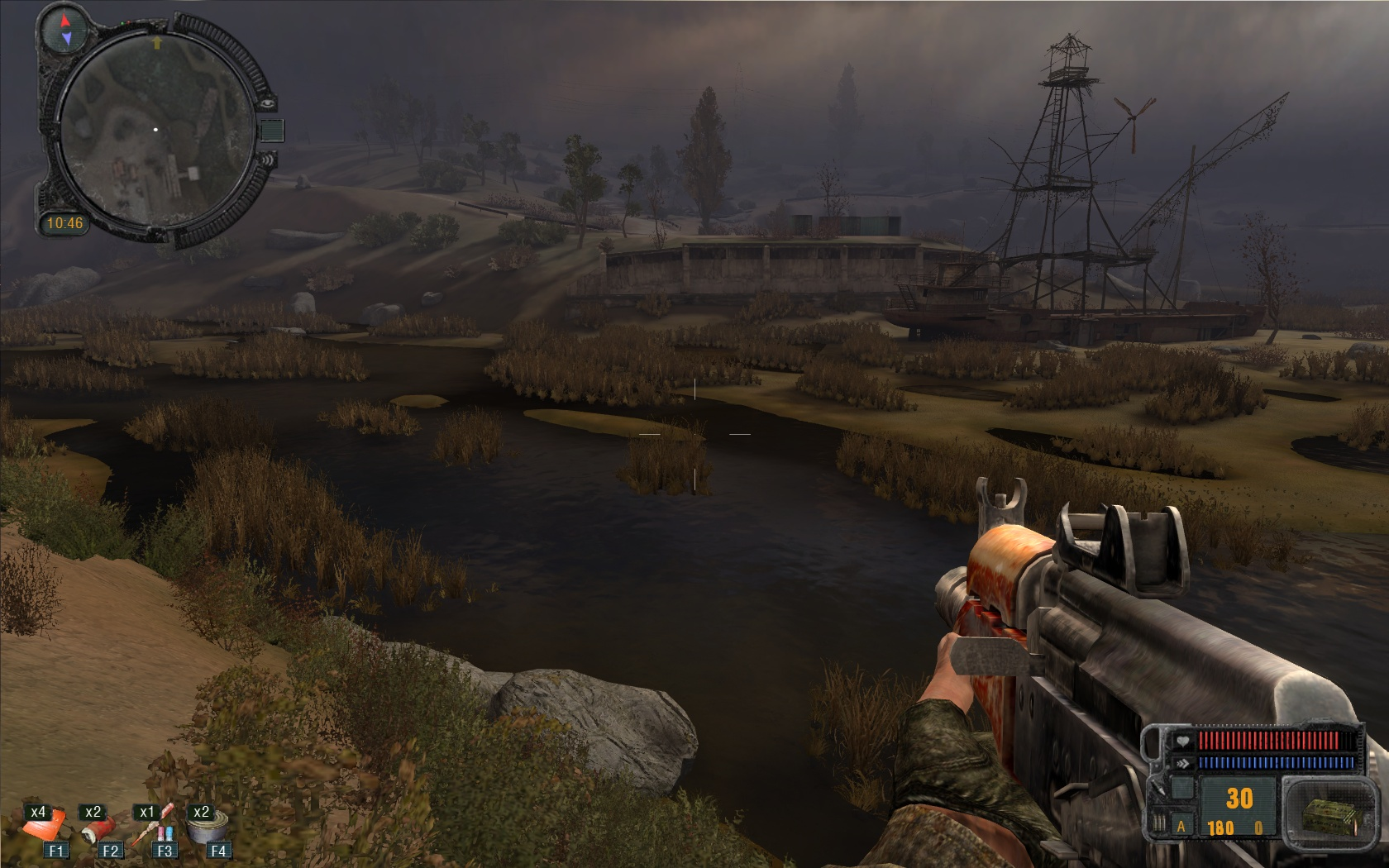
Cena da zona

O jogo se passa dentro da Zona de Exclusão da Usina Nuclear de Chernobyl na Ucrânia, dividida em três áreas conhecidas como Zaton, Yanov (includo Júpiter e Kopachy) e cidade fantasma de Pripyat. Cada um deles é uma grande área jogável. A maior parte da jogabilidade de Call of Pripyat se concentra em uma combinação de horror pós-apocalíptico, bem como ação de RPG tático.
Receber dano geralmente causa sangramento, que o jogador deve tratar com suprimentos médicos.  Da mesma forma, armas sem manutenção e alguns equipamentos serão danificados pelo uso contínuo.  A condição de um item é exibida como um medidor próximo à entrada no inventário do jogador.  Se severamente danificado ou quebrado, um ícone vermelho HUD indicará isso.
A Zona apresenta uma economia limitada, com comerciantes e habitantes trocando bens e serviços por dinheiro e itens.  O sistema de negociação do jogo difere das edições anteriores porque armas e armaduras que se degradaram além de um certo ponto não podem ser vendidas até que sejam consertadas, ponto em que os custos de reparo geralmente compensam o preço de venda.  Os comerciantes também vendem informações sobre missões e desejam comprar documentos valiosos.
Bandidos são membros do submundo do crime que vieram para a Zona por diferentes motivos;  ganhar dinheiro vendendo artefatos, se escondendo da lei ou negociando armas.  A Zona está cheia de Bandidos, variando de bandidos comuns a criminosos sérios, a maioria dos quais são membros de uma ou outra gangue.  Embora as gangues da Zona frequentemente lutem entre si, o elemento criminoso ainda representa um problema sério para os Stalkers normais.  Os bandidos são implacáveis e geralmente hostis a qualquer um que não esteja em sua gangue.  Embora retratado em Clear Sky como uma facção unida e altamente territorial, a população Bandit em Shadow of Chernobyl consiste principalmente em grupos errantes.
A atualização tem três níveis de melhoria, cada um exigindo um kit de ferramentas para permitir a respectiva atualização/modificação de nível.  As ferramentas básicas permitirão ao jogador acessar o primeiro nível e as ferramentas finas permitirão o acesso ao segundo nível.  Os kits de ferramentas de calibração são encontrados apenas em Pripyat e darão acesso ao último nível.  O sistema de atualização é semelhante ao do Clear Sky, exceto que os negativos das atualizações são removidos.  A atualização de um determinado elemento ainda torna as opções alternativas de atualização indisponíveis.
Várias criaturas mutantes vagam pela Zona, a maioria das quais são hostis aos Stalkers e perseguem e atacam pessoas que se aproximam demais. Inteligência artificial foi reformulado desde os dois jogos anteriores e agora oferece a essas criaturas um comportamento avançado e mais realista.  Novos mutantes não presentes em "Shadow of Chernobyl" e "Clear Sky" incluem o Burer, um monstro parecido com um anão vestindo uma capa com capuz, com poderes telecinéticos;  e a Quimera, um gato semelhante a Cerberus com força mortal.
Várias facções residem na Zona: Solitários, Bandidos, Mercenários, Cientistas, Perseguidores Zombificados, Militares, Monólito, Dever e Liberdade, sendo os dois últimos motivados ideologicamente;  controle e anarquia, respectivamente.  Apesar do cessar-fogo da estação de Yanov, as brigas ocasionalmente acontecem fora das Zonas Seguras designadas.  Em alguns pontos de Zaton e Júpiter, grupos de mercenários, neutros e hostis ao jogador, aparecem.  As relações do jogador com as facções são geralmente neutras.  No entanto, Zombified Stalkers e Monoliths são hostis a todos os personagens.
A cada dia, em momentos aleatórios no jogo, ocorrerão "emissões": o chão tremerá, uma indicação de que a estrutura danificada da Noosfera é incapaz de se conter por mais tempo e está prestes a ejetar quantidades letais de energia psíquica em cascata.  O jogador será avisado com dois minutos de antecedência sobre uma próxima explosão e deve encontrar um abrigo pré-designado para não ser exposto à precipitação psíquica.  O céu ficará vermelho conforme a explosão passar pela região do jogador, matando tudo fora de um abrigo.  O jogador pode, no entanto, sobreviver fora de um abrigo durante uma explosão se consumir drogas especiais que desligam temporariamente seu sistema nervoso, o que fará com que o jogador fique imune à atividade psíquica, desmaiando e acordando após a explosão.  Explosões podem fazer com que novos artefatos sejam gerados nos campos de anomalia.
Artefatos são encontrados dentro ou ao redor de anomalias.  Os jogadores precisam usar detectores especiais para trazer os artefatos para o espectro visível, pois são naturalmente invisíveis.  Cada vez que ocorre uma Emissão, cada campo de anomalia tem a chance de criar um novo artefato em seu rastro.  Esses artefatos podem ser vendidos, colocados em slots de artefatos que são incorporados a trajes que o jogador pode usar e ocasionalmente dados como recompensa por serviços prestados.  Principalmente, os artefatos servem como um meio de aprimorar as habilidades do jogador, dependendo de qual artefato o jogador colocou em seu slot de artefato.  A maioria é modular e pode ser usada em conjunto com outros artefatos, ou vários artefatos do mesmo tipo podem ser usados para multiplicar seus efeitos.  A maioria desses artefatos emite radiação nociva, limitando seu uso a curtos períodos de tempo.  Artefatos redutores de radiação podem ser usados para combater esse efeito.
No modo de jogo livre, o jogador pode percorrer a zona e terminar todas as missões que não foram concluídas.  O jogador também pode obter artefatos ocultos e desbloquear conquistas.

## Trama
O jogo se passa logo após os eventos de S.T.A.L.K.E.R.: Shadow of Chernobyl. Após Strelok desativar o Brain Scorcher, multidões de perseguidores correm para o centro da Zona, na esperança de encontrar artefatos raros e outros rumores de tesouros. O governo da Ucrânia aproveita esta corrida do ouro e lança a "Operação Fairway", uma missão especial de reconhecimento de helicóptero de grande escala destinada a explorar a área por via aérea em preparação para um ataque militar em grande escala contra  a Usina Nuclear de Chernobyl. Apesar dos preparativos minuciosos, a missão dá terrivelmente errado e todos os cinco helicópteros STINGRAY caem. O jogador, Major Alexander Degtyarev, um perseguidor experiente e agente SBU, é enviado para a Zona para investigar os locais do acidente em nome do Exército.
Durante sua investigação, Degtyarev descobre que os helicópteros foram desativados no ar por fortes choques de eletricidade.  Ele também confirma por meio de uma caixa preta de helicóptero que os sobreviventes militares foram para um ponto de evacuação em algum lugar de Pripyat. No entanto, a cidade está isolada devido ao ambiente da Zona. O Major finalmente encontra uma passagem subterrânea para Pripyat e reúne uma pequena equipe de perseguidores para ajudá-lo a atravessar este túnel.  Depois de lutar contra mutantes e a misteriosa facção Monolith, eles chegam à cidade abandonada e se unem aos militares sobreviventes da queda do helicóptero.
O jogador finalmente conhece o protagonista de Shadow of Chernobyl, Strelok, e descobre os segredos por trás da Zona, incluindo como as anomalias mudam de posição durante e após cada emissão – explicando por que os helicópteros caíram em primeiro lugar.
O jogo termina com os sobreviventes, Strelok, e o jogador evacuando a Zona enquanto é atacado por hordas de inimigos.  Antes de embarcar nos helicópteros de resgate, o jogador tem a opção de deixar a Zona para sempre ou ficar. Se o jogador decidir não sair da Zona, o jogo entrará no modo de jogo livre.  Durante o modo de jogo livre, o jogador pode explorar áreas livremente e terminar missões secundárias, tendo a opção de sair a qualquer momento através de NPCs.
O final do jogo difere dependendo das ações do jogador durante o jogo. Como o jogador lida com as missões do jogo e se certos NPCs estão vivos ou não no final do jogo afetam diretamente a sequência final. Apesar dos finais diferentes, uma coisa que permanece a mesma é a crença de que a Zona está se expandindo e pode realmente abranger a Rússia e o resto da Europa.

## Desenvolvimento e lançamento

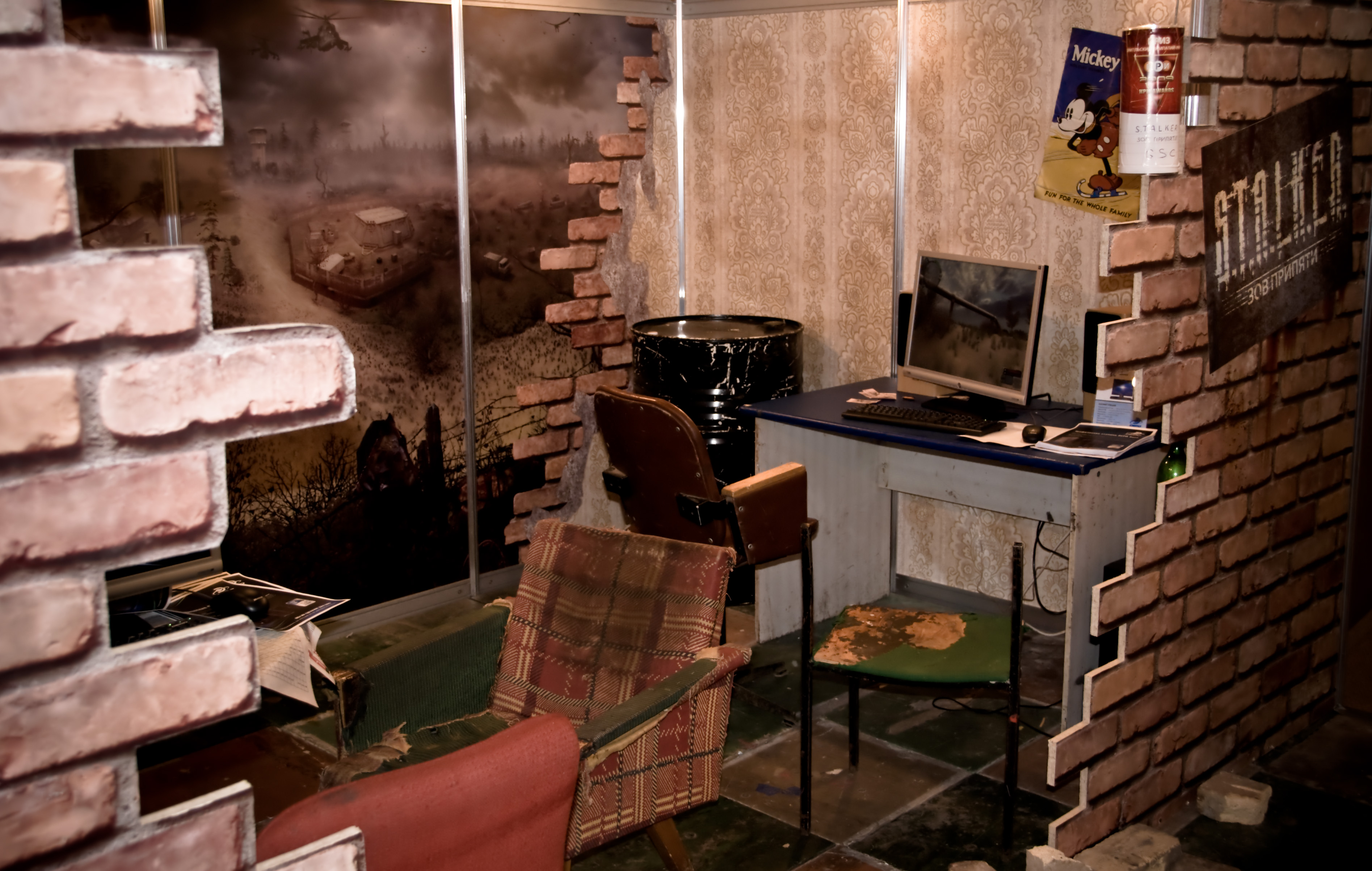
Promoção na Conferência Russa de Desenvolvedores de Jogos 2009

Call of Pripyat utiliza o X-Ray Engine 1.6, permitindo que recursos gráficos modernos avançados sejam totalmente integrados com o uso de DirectX 11;  uma característica notável é a inclusão de GPU tessellation em tempo real.  Regiões e mapas apresentam cenas fotorrealistas da região que representam. Também há amplo suporte para versões mais antigas do DirectX, o que significa que Call of Pripyat também é compatível com DirectX 9 a 11. O jogo é validado pelo AMD Eyefinity.
O jogo tem uma Edição Especial Limitada, lançada apenas na Alemanha, que traz um mapa da Zona tamanho A3, 2 patches de facção, uma bandana de perseguidor e um isqueiro "perseguidor", além da caixa de metal que contém o jogo. Também foi lançada uma outra Edição Especial, lançada no resto da Europa, que inclui Art Cards, um mapa A2 da Zona e o CD da Banda Sonora.  Nos territórios da América do Norte, uma edição de colecionador foi lançada, contendo uma versão menor do mapa da Zona, um pôster da árvore tecnológica e adesivos. Call of Pripyat também está disponível em vários pontos de distribuição digital.

## Recepção
Call of Pripyat recebeu críticas "favoráveis" de acordo com o site de agregação de críticas Metacritic. O jogo foi elogiado por seu motor bem otimizado com relativamente poucos bugs e falhas, por exemplo, GameSpot disse: "O jogo S.T.A.L.K.E.R. mais estável ainda é o mais atmosférico e atraente." Outras análises de sites anteriormente contrários aos novos títulos da série também deram críticas positivas a Call of Pripyat. Enquanto Eurogamer classificou o S.T.A.L.K.E.R. a parcela anterior da franquia (Clear Sky) foi uma decepção significativa, eles deram um feedback mais positivo em sua análise da adição recente, dizendo "Apenas a leve sensação de desatualização impede que esta pontuação seja mais alta e, sem dúvida, uma vez que os mods comecem a fluir o valor  pois o dinheiro ficará ainda melhor. Mas há muito aqui para manter os fiéis extremamente otimistas sobre a perspectiva de uma sequência adequada. E ainda não há nada por aí como S.T.A.L.K.E.R."
Embora as análises do sistema de inteligência artificial do jogo tenham sido positivas, a GameSpot notou que a IA de combate às vezes parecia injustamente boa e que "os inimigos humanos voltados para longe de você têm a incrível capacidade de perceber quando você espia por uma janela atrás deles e está  tiros notavelmente bons na calada da noite, mesmo sem lunetas de visão noturna equipadas." No entanto, "[D]apesar de um pouco de trapaça, Call of Pripyat raramente parece injusto."
Call of Pripyat foi incluído no Top 100 de jogos para PC de todos os tempos da PC Gamer em 2011, classificado em 38º lugar.